# Disneytoon Studios
Disneytoon Studios est un studio d'animation américain créé en 1990 sous le nom Disney Movietoons et fermé en 2018. Propriété de The Walt Disney Company, il était principalement dévolu à la production de longs métrages destinés directement au marché de la vidéo.
Plusieurs de ses productions entre 1990 et 2018 ont été réalisées par des filiales de Walt Disney Animation Studios en dehors des États-Unis : Walt Disney Animation Japan, Walt Disney Animation France, Walt Disney Animation Canada et Walt Disney Animation Australia.

## Historique

### 1990-2003: Disney Movietoons et Disney Television Animation
Le studio est créé à la fin des années 1980 sous le nom Disney Movietoons et sa première production réalisée par une division française est La Bande à Picsou, le film : Le Trésor de la lampe perdue sorti en 1990. Le concept derrière le studio Disney Movietoons est de faire revivre le style loufoque des courts métrages d'animation et bandes dessinées de Disney des années 1930 et 1940, mais la loufoquerie de ces dessins provient du fait qu'ils s'adressent, au moins en partie, aux adultes et aux enfants.
En 1993, Sharon Morrill prend la direction de Disney Movietoons avec pour objectif de donner aux productions destinées directement au marché vidéo une qualité comparable aux longs métrages produits par Walt Disney Feature Animation. La première production destinée à ce marché est Le Retour de Jafar (1994). Ce film a alors un coût de production estimé entre 3 et 3,5 millions d'USD et a récolté plus de 100 millions d'USD seulement aux États-Unis. Tad Stones se voit ensuite confié la production de Aladdin et le Roi des voleurs qui sort en 1996 avec la spécificité d'avoir des séquences réalisées par des divisions internationales. L'équipe japonaise s'est concentrée sur l'action et la composition mais pas les personnages, tandis que l'Australie s'est occupée des personnalités. D'abord, elle se charge de proposer des suites des films les plus récents comme Aladdin et le Roi des Voleurs mais également La Belle et la Bête 2 : Le Noël Enchanté, Pocahontas 2 : Un Monde Nouveau ou Le Roi Lion 2 : L'Honneur de la Tribu. Elle offre également de nouvelles aventures à certains de ses personnages historiques comme Winnie l'Ourson avec Winnie l'Ourson 2 : Le Grand Voyage et Mickey et ses amis avec Mickey, Il Était Une Fois Noël.
En 1994, Jeffrey Katzenberg quitte son poste de président de Walt Disney Pictures et la partie télévision nommée Walt Disney Television and Telecommunications passe sous la direction de Richard H. Frank.
En 1998, Charles Hirschhorn président de Walt Disney Television devient le responsable de Sharon Morrill, présidente de Disney Video Premiere et Disney Movietoons, et Barry Blumberg, président de Walt Disney Television Animation.Le succès comme le carnet de commande sont tels qu’en 2003, la filiale est divisée en deux : l’une toujours responsable de l’animation destinée à la télévision conserve le nom de Disney Television Animation ; l’autre se consacre uniquement à la production de suites vidéo de sa maison mère sous l’appellation de DisneyToon Studios.
En 2001, Walt Disney Television Animation franchit une nouvelle étape en proposant cette fois-ci une suite d'un vieux classique des Walt Disney Animation Studios : La Belle et le Clochard 2 : L'Appel de la Rue. Le studio télévisé choisit aussi, de temps en temps, de sortir certaines de ses suites qu'elle juge meilleures au cinéma comme Les Aventures de Tigrou en 2000, ou Peter Pan 2 : Retour au Pays Imaginaire en 2002.

### 2003-2018:  Disneytoon Studios
En janvier 2003, les divisions destinées à la vidéo nommées Disney Video Premieres et MovieToons sont séparées de la Walt Disney Television Animation (WDTA). En juin 2003, elles sont regroupées et rebaptisées Disneytoon Studios lors d'une cérémonie au Alex Theatre de Glendale le 5 juin 2003, toujours sont la responsabilité de Sharon Morrill. La division Walt Disney Television Animation reste sous la direction de Barry Blumberg et dépend de Disney Media Networks. De plus la division Disneytoon Studios quant à lui, continue sur la lancée des productions avant la scission et propose à la chaîne des suites de Grands Classiques Disney ou des aventures des personnages iconiques que sont Winnie, Mickey et leurs amis. En passe sous la supervision de Walt Disney Feature Animation (responsable des longs métrages) et non plus de la division télévision (Walt Disney Television). C'est grâce à la division animation pour le marché directement en vidéo que l'animation traditionnelle en 2D a perduré chez Disney tandis que la division longs métrages (Feature) basculé vers l'infographie. La production des Disneytoons Studios se concentre essentiellement sur des suites de longs métrages, aussi bien des films des années 1990 et 2000 (Le Roi lion 3) que des plus anciens comme Bambi 2 ou Cendrillon 3. Mais les deux entités WDTA et Disneytoon Studios produisent alors de longs métrages pour le marché de la vidéo.

Ancien logo.

Mais en raison des coûts élevés de production et de leur faible rentabilité, Disney entreprend peu à peu la fermeture de tous ses studios satellites ouverts au début des années 1990 à travers le monde. Le 23 septembre 2003, Disney annonce la fermeture du studio Walt Disney Animation Japan dont la centaine d'animateurs travaillait pour Disneytoon Studios, l'activité étant répartie sur l'Australie et les États-Unis,. La fermeture ne sera effective qu'en juin 2004, et sur les 100 employés, une trentaine est repositionnée aux États-Unis tandis que 70 prévoient de fonder un studio indépendant (futur The Answer Studio). En juillet 2005, Disney annonce la fermeture en octobre 2006 de Disneytoon Studios Australia. L’une des particularités du studio australien était une grande attention aux expressions faciales, mouvements labiaux et une excellente synchronisation avec les effets comiques. Les épisodes des séries Myster Mask ou Bonkers réalisés par ce studio sont souvent considérés comme de meilleure qualité que ceux réalisés par les studios coréens Sunwoo Entertainment alors sous contrat avec la Walt Disney Company[réf. nécessaire].
Le nom ne disparaît pas pour autant puisqu'il est repris par un département de pré et post-production des studios de Burbank (Californie), destiné à développer les films vidéos liés aux franchises Disney Consumer Products et des programmes télévisés.
Le 28 mars 2007, le site AWN annonce que Disney prépare l'arrêt de la production des suites de longs métrages directement en DVD. Une co-production liée à la nouvelle franchise Disney Fairies est lancée mais l'animation en image de synthèses est réalisée par le studio indien Prana Studios. En juin 2007, à la suite de la nomination de John Lasseter à la tête de Walt Disney Animation Studios, Sharon Morrill est poussée vers un nouveau poste au sein de Disney ce qui met un terme à la production des suites de longs métrages,. En conséquence, les suites prévues ou en cours de Pinocchio (1940), Dumbo (1941), Les Aristochats (1970), Chicken Little (2005) et Bienvenue chez les Robinson (2007) ont toutes été annulées, entre autres projets. et arrête, dans la foulée, la collection des Disney Princess : Les Histoires Merveilleuses. Les dernières productions sont Le Sortilège de Cendrillon (Cendrillon 3) et Le Secret de la Petite Sirène (La Petite Sirène 3). La production de (« Blanche Neige 2 : Le mariage des sept nains », « Pinocchio 2 », « Dumbo 2 », « Les Aristochats 2 », « Oliver et Compagnie 2 », « Hercule 2 : La Guerre de Troie », « Chicken Little 2 », « Bienvenue Chez les Robinson 2 ») est annulée. La production de Disneytoon Studios doit alors ses recentrer sur les supports DVD des franchises de Playhouse Disney comme La Maison de Mickey, Mes amis Tigrou et Winnie ou Manny et ses outils.
En avril 2008, Disney annonce la production de quatre films de la série Disney Fairies, un par an directement en vidéo. Deux franchises voient le jour : La Fée Clochette – un dérivé de Peter Pan – avec six films ; Planes – un dérivé de Cars - Quatre Roues – avec deux films.

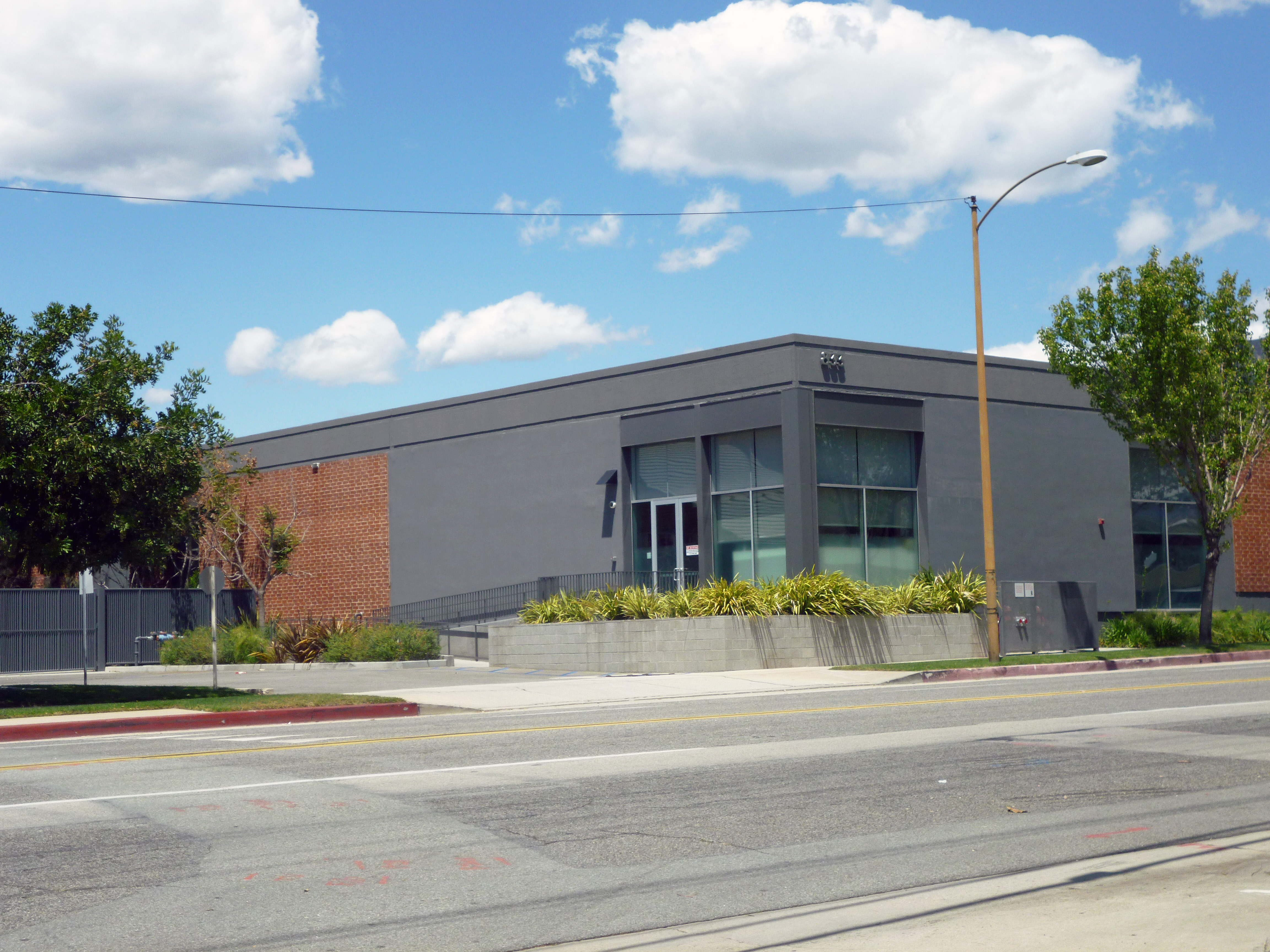
Le 833 Sonora Avenue hébergeant les Disneytoon Studios de 2011 à 2018.

En 2011, ce département s'installe au Grand Central Creative Campus dans un immeuble rénové de 85 000 pieds carrés (7 897 m2) par l'architecte Lever pour accueillir 600 personnes et situé au 833 Sorona Avenue.
Le 11 août 2014, Disneytoon Studios licencie 17 des 60 postes à temps plein en raison des mauvais résultats de Planes 2 après deux vagues de départs en 2013, résultat estimés à 90 millions à l'international, loin des 220 millions du premiers opus. Néanmoins, l'augmentation de capacité des studios Pixar, désormais capables depuis 2015 de sortir trois longs-métrages en deux ans, fait que DisneyToon Studios ne sert plus à grand chose. Son dernier film, Clochette et la Créature Légendaire, sort ainsi en 2015,.
Le 28 juin 2018, Disney annonce qu'il ferme immédiatement le studio, ce qui a pour effet de licencier 75 animateurs ainsi que le personnel tandis que le spin-off sans nom de Planes a été retiré de la liste des films Disney prévu pour mars 2019 et n'est plus en développement.

## Filmographie
Walt Disney Télévision Animation a réalisé une partie de l’animation ou de l’encrage de séries ou de films avant d'être chargé de la production de longs-métrages sous le nom de Disneytoon Studios.

### Productions Disney Movietoons
- La Bande à Picsou, le film : Le Trésor de la lampe perdue (1990)
- Dingo et Max (1995)

#### ProductionsDisney Télévision Animation
- Le Retour de Jafar (1994)
- Aladdin et le Roi des voleurs (1996)
- Winnie l'ourson 2 : Le Grand Voyage (1997)
- La Belle et la Bête 2 : Le Noël enchanté (1997)
- Le Monde magique de la Belle et la Bête (1998)
- Pocahontas 2 : Un monde nouveau (1998)
- Le Roi lion 2 : L'Honneur de la tribu (1998)
- Mickey, il était une fois Noël (1999)
- Winnie l'ourson : Joyeux Noël (1999)
- Les Aventures de Tigrou (2000)
- Dingo et Max 2 : Les Sportifs de l'extrême (2000)
- La Petite Sirène 2 : Retour à l'océan (2000)
- La Belle et le Clochard 2 : L'Appel de la rue (2001)
- Peter Pan 2 : Retour au Pays imaginaire (2002)
- Cendrillon 2 : Une vie de princesse (2002)
- Le Bossu de Notre-Dame 2 : Le Secret de Quasimodo (2002)
- Winnie l'ourson : Bonne Année (2002)
- Les 101 Dalmatiens 2 (2003)
- Les Énigmes de l'Atlantide (2003)

##### Productions DisneyToon Studios
- Le Livre de la jungle 2 (2003)
- Les Aventures de Porcinet (2003)
- Le Roi lion 3 : Hakuna Matata (2004)
- Les Aventures de Petit Gourou (2004)
- Mickey, Donald, Dingo : Les Trois Mousquetaires (2004)
- Mickey, il était deux fois Noël (2004)
- Mulan 2 (2005)
- Winnie l'ourson et l'Éfélant (2005)
- Tarzan 2 : L'Enfance d'un héros (2005)
- Lilo et Stitch 2 : Hawaï, nous avons un problème! (2005)
- Winnie l'ourson : Lumpy fête Halloween (2005)
- Kuzco 2 : King Kronk (2005)
- Bambi 2 (2006)
- Frère des ours 2 (2006)
- Rox et Rouky 2 (2006)
- Le Sortilège de Cendrillon (2007)
- Disney Princesses - Les Histoires Merveilleuses : Vis tes Rêves (2007)
- Le Secret de la Petite Sirène (2008)
- La Fée Clochette (2008)
- Clochette et la Pierre de lune (2009)
- Clochette et l'Expédition féerique (2010)
- Clochette et le Secret des fées (2012)
- Planes (2013)
- Clochette et la Fée pirate (2014)
- Planes 2 (2014)
- Clochette et la Créature légendaire (2015)